# Оружейный станок

Станок системы генерала А. А. Соколова для трёхлинейного пулемёта Максима

Стано́к  или лафет — опора, предназначенная для закрепления стрелкового оружия, устанавливаемая на неподготовленную площадку, не имеющая механизмов для подачи патронов, прицельных приспособлений и обеспечивающая возможность перемещения стрелкового оружия при наводке и фиксации его в наведённом положении.
Станки бывают трёх видов:
- Треножные — так называемые «станок-тренога» (станок, опирающийся на три «ноги») — в основном используются в станковых гранатомётах, крупнокалиберных пулемётах, ПТРК;
- Вертлюжные — использовались для вертлюжных пушек, позднее для пулеметов;
- и реже колёсные (пулемёты и гранатомёты первой половины XX века).

## Станковый пулемёт
Пулемёт называется станко́вым, если в его конструкции предусмотрена установка для стрельбы на станок. Если он также может использоваться в качестве ручного, то называется единым.

## Фотогалерея

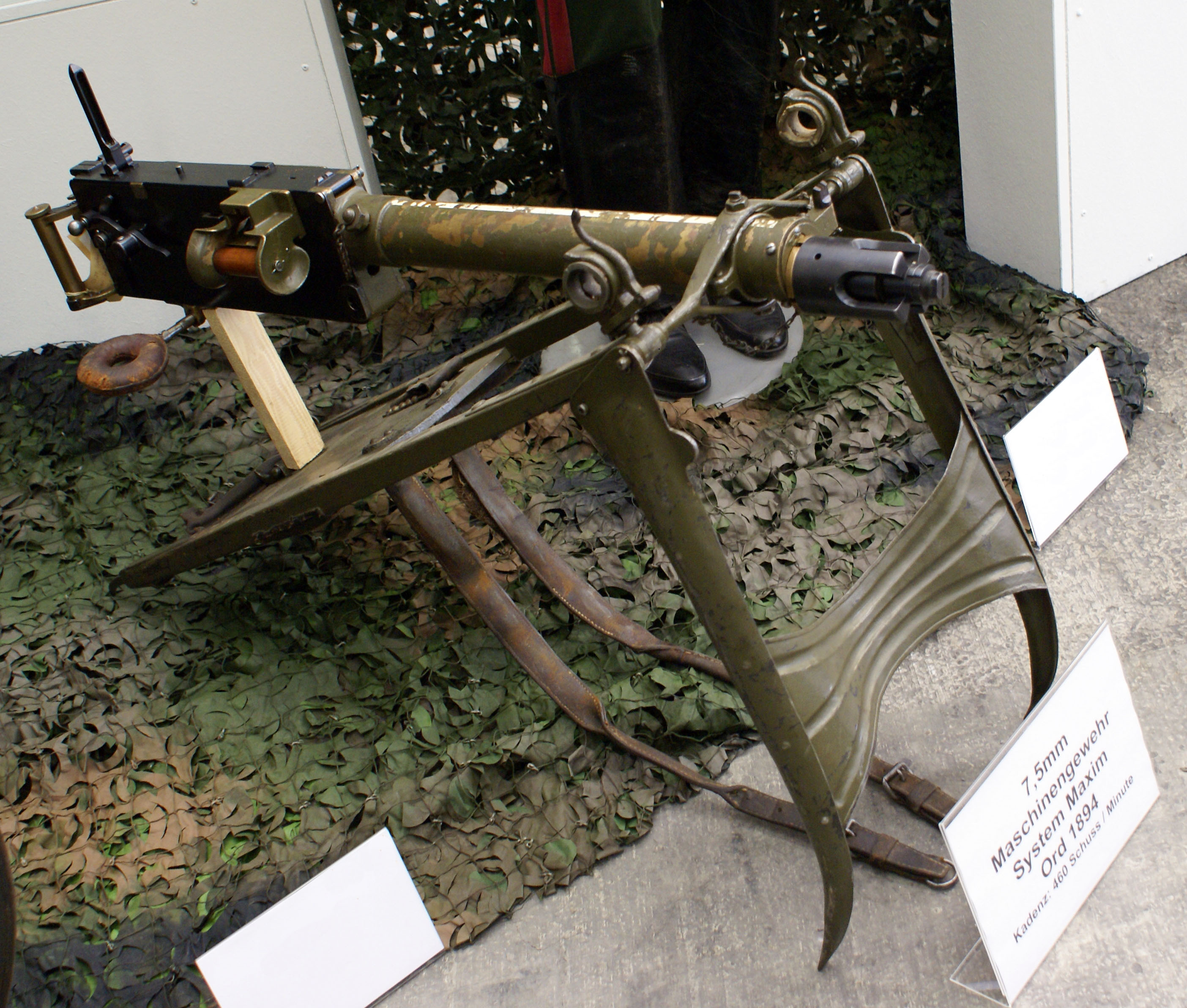
7,5-мм пулемёт «Максим» образца 1894 года, на станке.
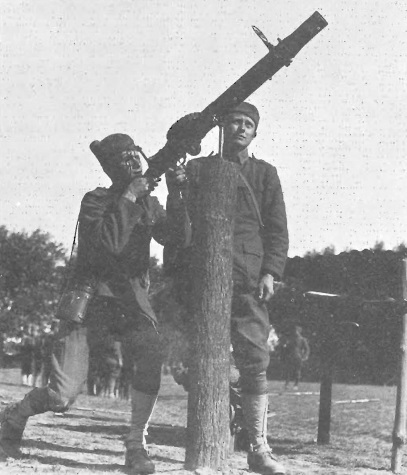
Пулемёт системы Льюиса на импровизированном станке.
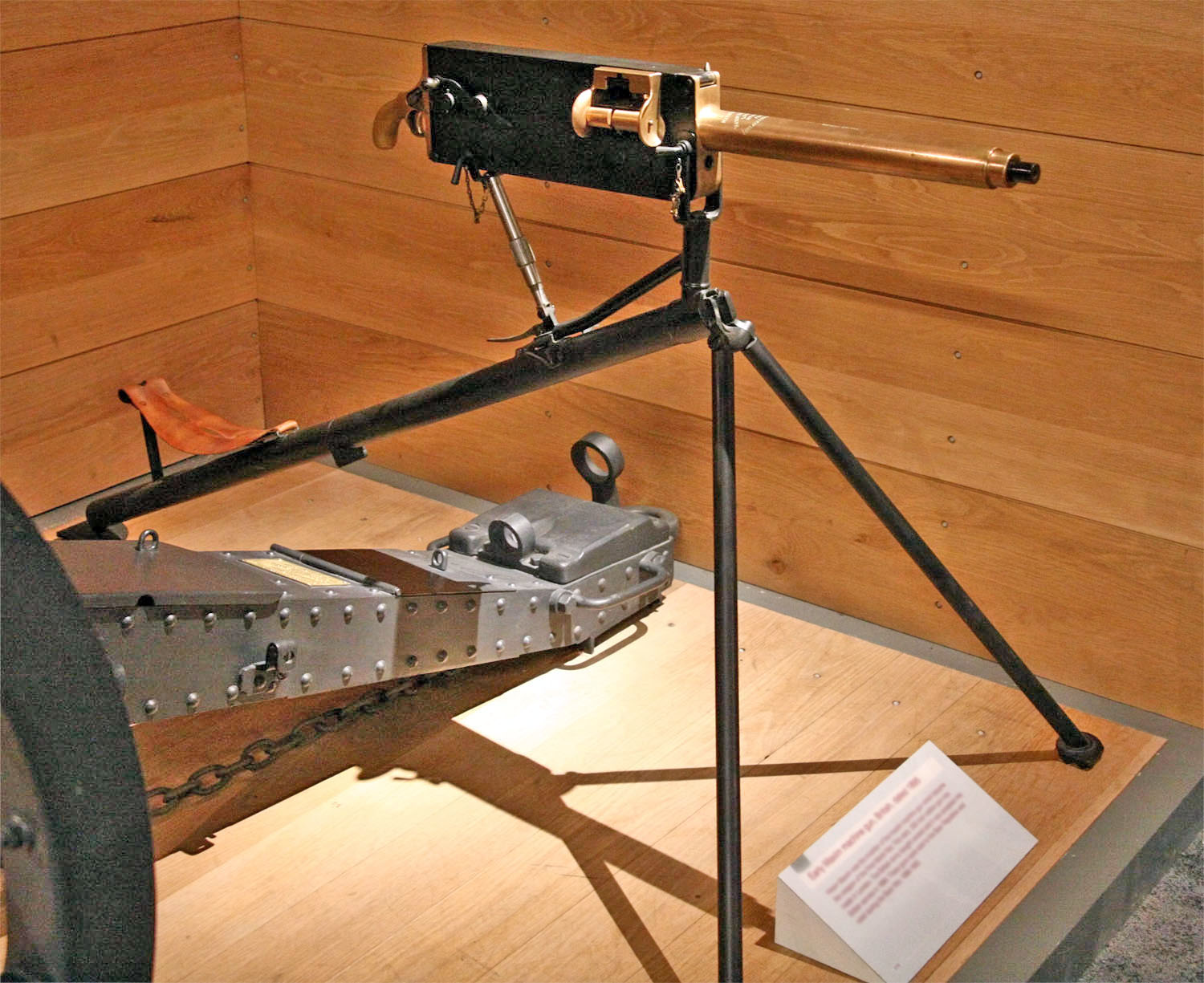
Один из самых первых вариантов пулемёта Максима (без кожуха водяного охлаждения), на станке.
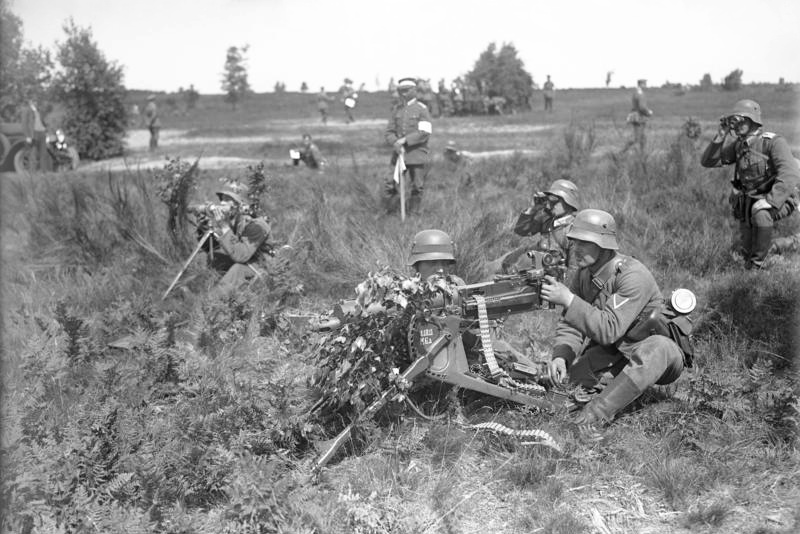
Пулемётный станок, 1930 год.
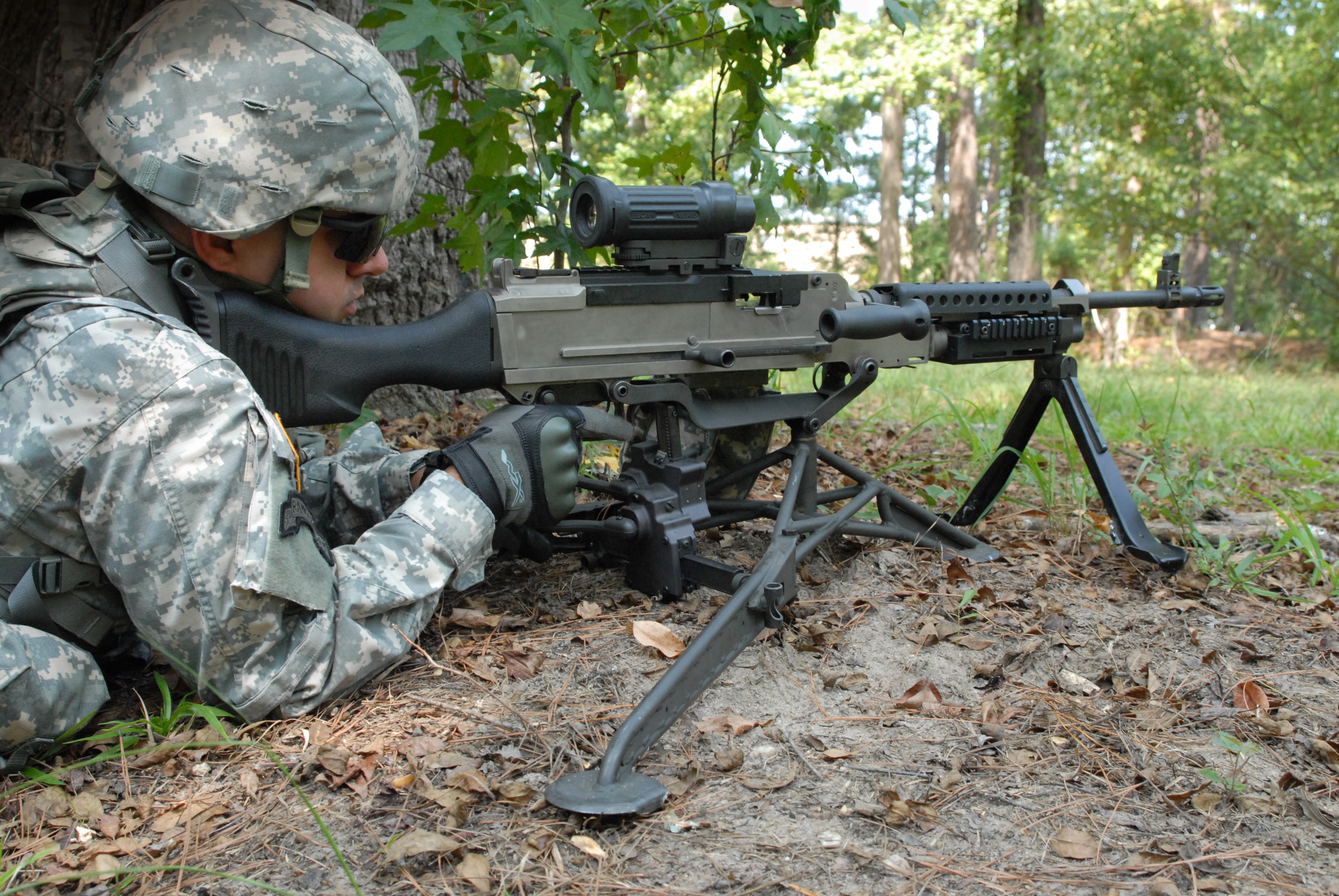
Пулемёт M240L (M240E6, облегчённая версия M240B) на станке-треноге M192.
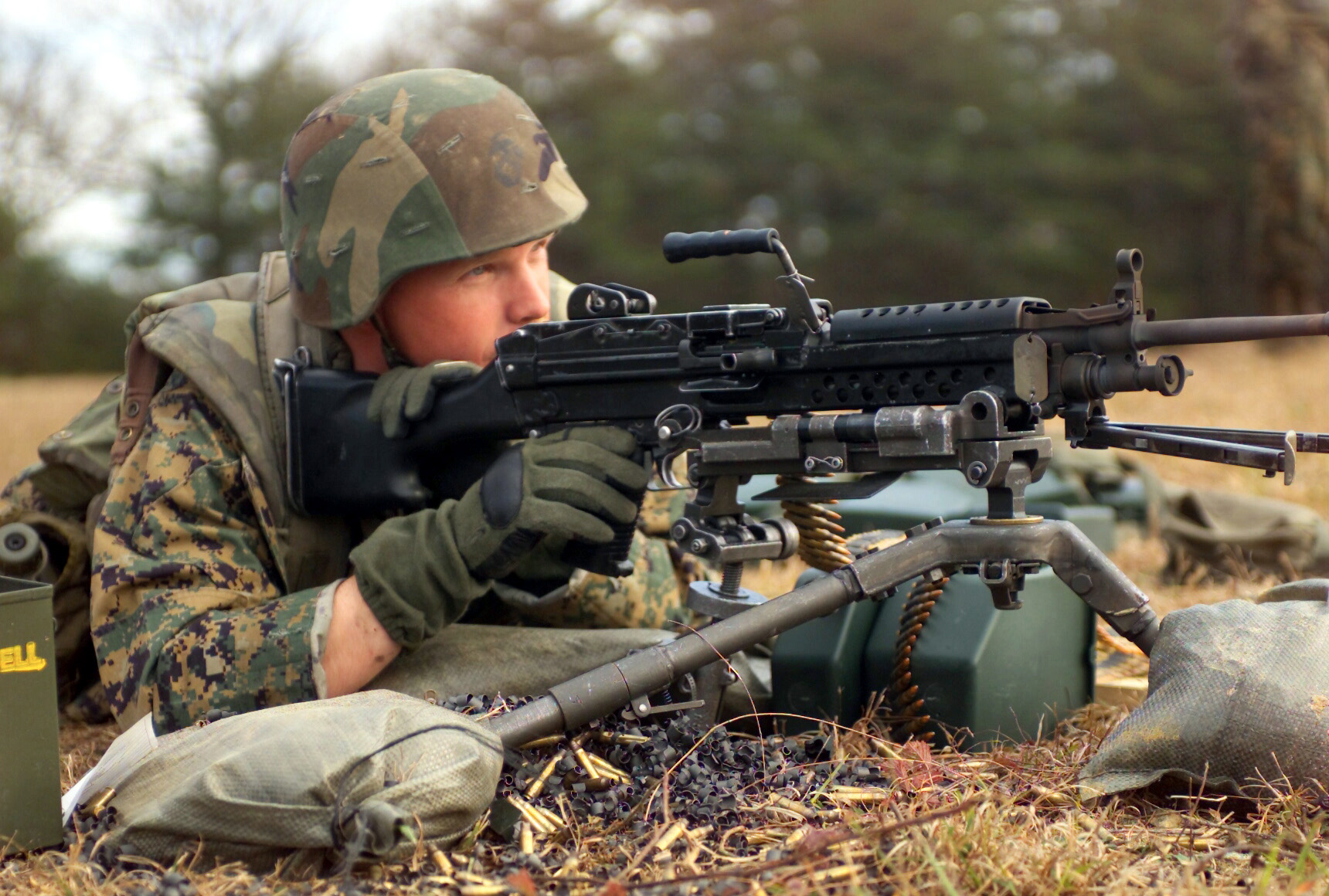
Пулемёт М249 на станке-треноге M122.
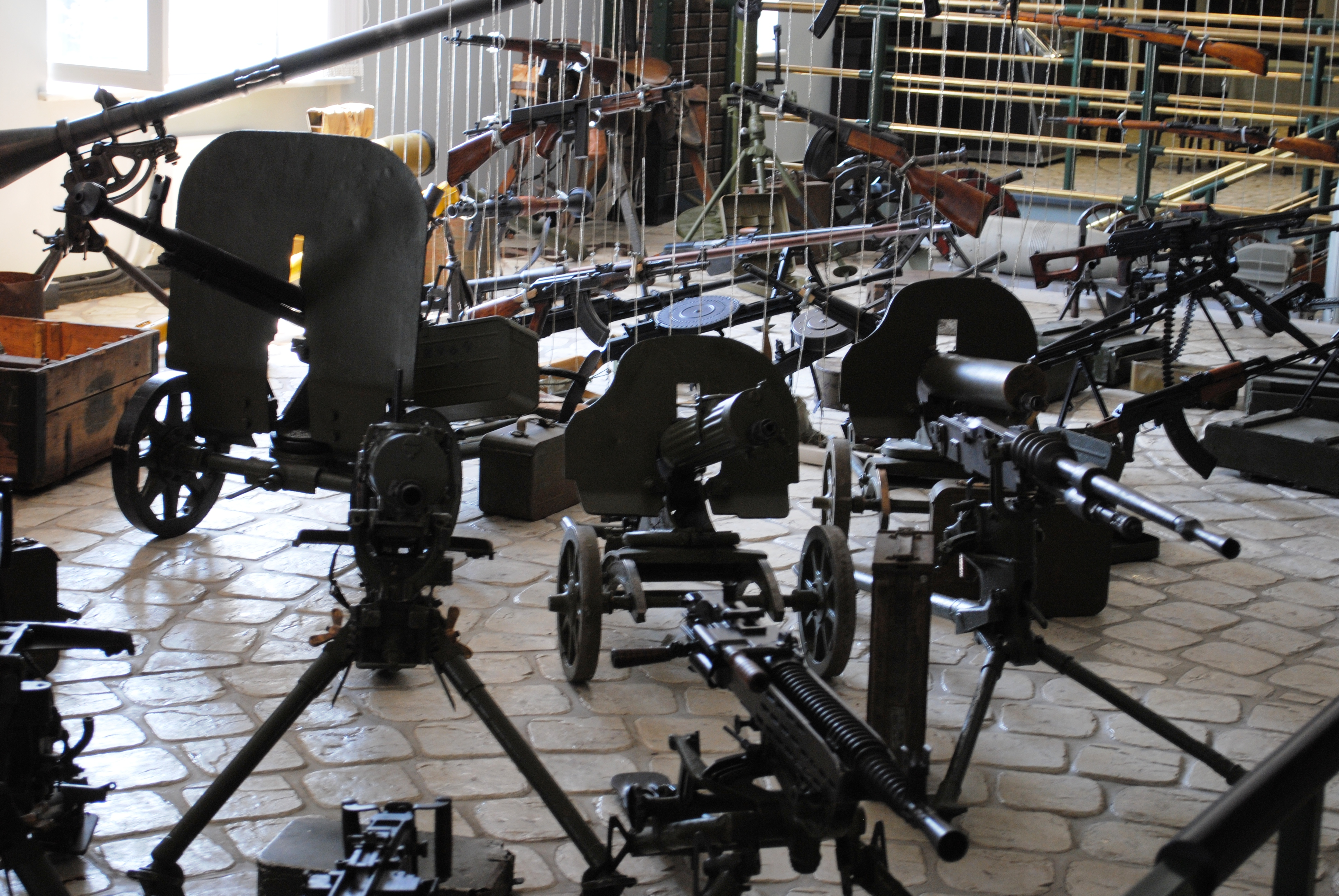
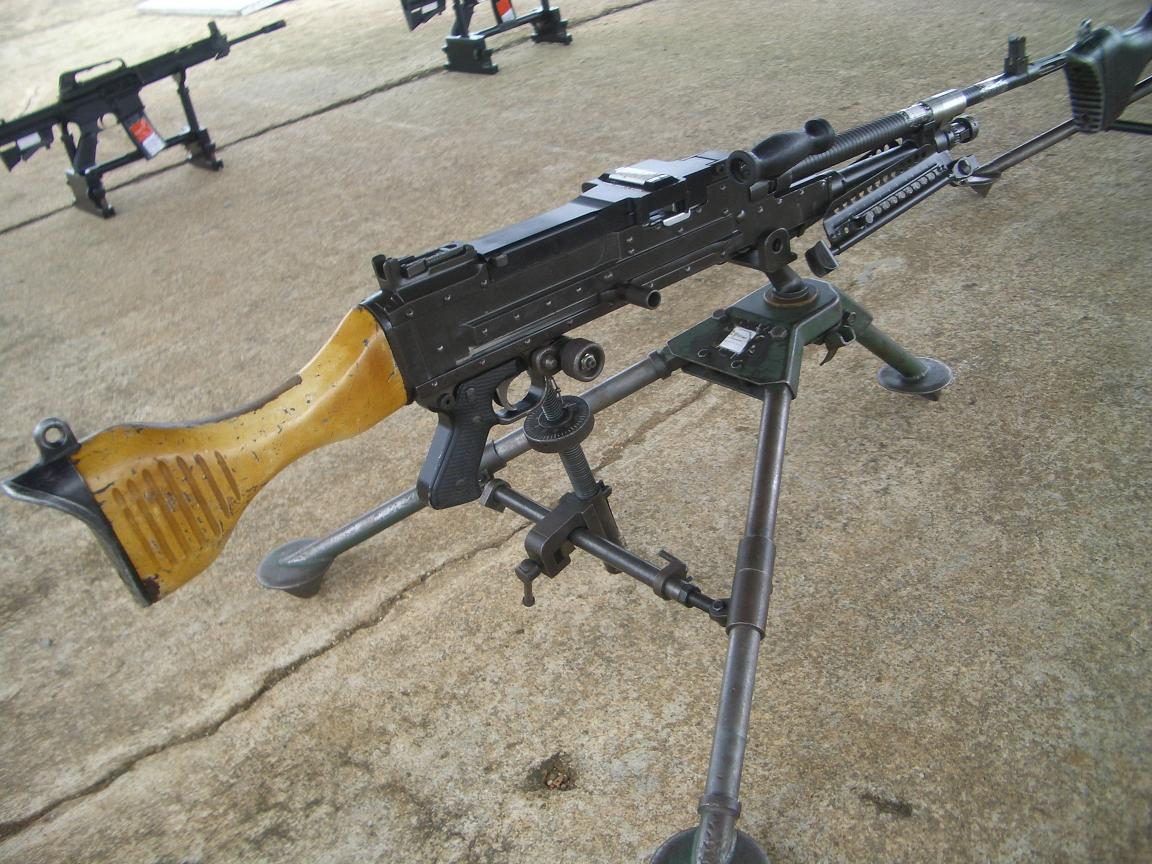
FN MAG.
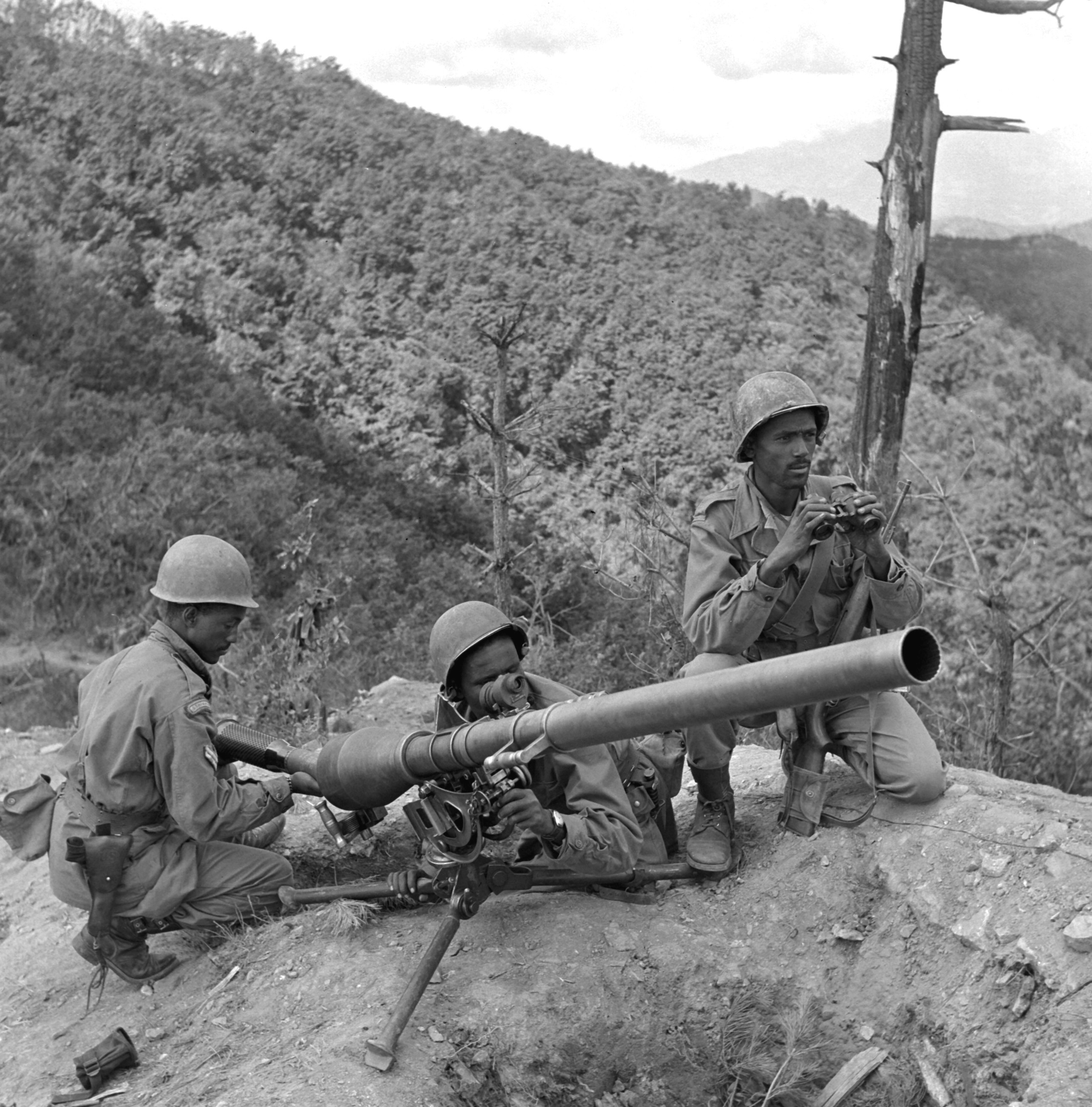
75-мм безоткатное орудие М-20 на пулемётном станке-треноге.
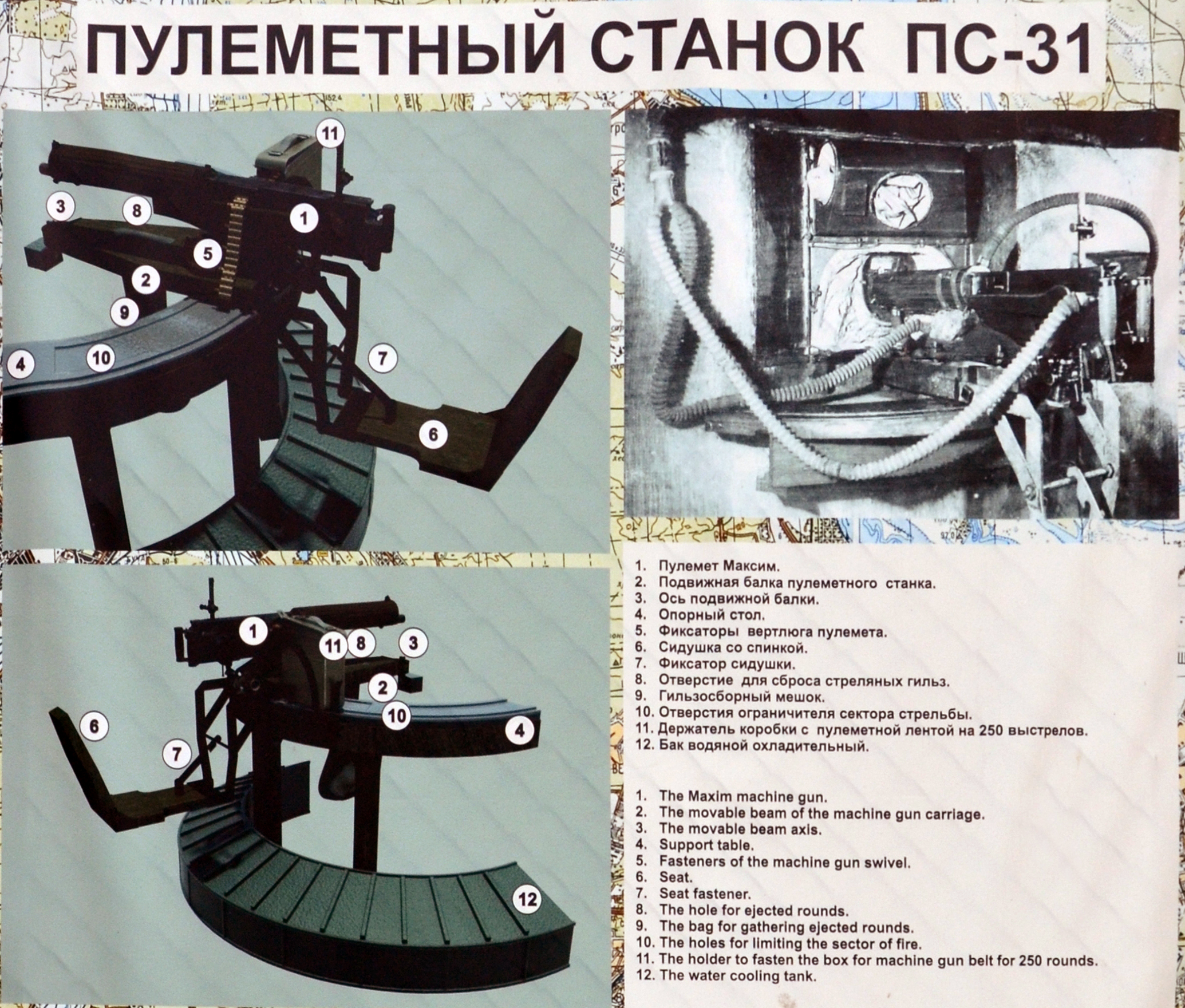
Казематный станок является  усложненым вариантом вертлюжного. Ось вращения вынесена далеко вперед от вертлюга. В станок включены элементы системы охлаждения пулемета.